# Агафіївська сільська рада
Ага́фіївська сільська́ ра́да — колишня адміністративно-територіальна одиниця та орган місцевого самоврядування в Любашівському районі Одеської області. Адміністративний центр — село Агафіївка.

## Загальні відомості
- Територія ради: 34,98 км²
- Населення ради: 590 осіб (станом на 2001 рік)

## Населені пункти
Сільській раді були підпорядковані населені пункти:
- с. Агафіївка
- с. Пилипівка

## Населення
Згідно з переписом УРСР 1989 року чисельність наявного населення сільської ради становила 738 осіб, з яких 331 чоловік та 407 жінок.
За переписом населення України 2001 року в сільській раді мешкало 590 осіб.

### Мова
Розподіл населення за рідною мовою за даними перепису 2001 року:
| Мова       | Відсоток |
| ---------- | -------- |
| українська | 96,61 %  |
| молдовська | 2,03 %   |
| російська  | 1,19 %   |
| білоруська | 0,17 %   |

## Склад ради
Рада складалася з 12 депутатів та голови.
- Голова ради:

### Керівний склад попередніх скликань
| Прізвище, ім'я, по батькові | Основні відомості                                                                       | Дата обрання | Дата звільнення |
| --------------------------- | --------------------------------------------------------------------------------------- | ------------ | --------------- |
| Лисейко Раїса Миколаївна    | Сільський голова, 1962 року народження, член Народної партії                            | 26.03.2006   | 31.10.2010      |
| Феденчук Ігор Степанович    | Сільський голова, 1965 року народження, освіта середня спеціальна                       | 31.10.2010   | 01.01.2014      |
| Смолій Світлана Григорівна  | Сільський голова, 1970 року народження, освіта середня спеціальна, член Народної партії | 25.05.2014   | 25.10.2015      |

Примітка: таблиця складена за даними сайту Верховної Ради України

### Депутати
За результатами місцевих виборів 2010 року депутатами ради стали:

#### За суб'єктами висування
| Суб'єкт висування                                       | Кількість обраних депутатів | %    |
| ------------------------------------------------------- | --------------------------- | ---- |
| Народна партія                                          | 7                           | 58,3 |
| Партія регіонів                                         | 3                           | 25   |
| Політична партія Всеукраїнське об'єднання «Батьківщина» | 2                           | 16,7 |

#### За округами
| № округу                                                | Прізвище, ім'я, по батькові     | Дата визнання обраним | Освіта             | Партійна приналежність                        | Відомості про обраного депутата           |
| ------------------------------------------------------- | ------------------------------- | --------------------- | ------------------ | --------------------------------------------- | ----------------------------------------- |
| Народна Партія                                          |                                 |                       |                    |                                               |                                           |
| 1                                                       | Галета Ксенія Іванівна          | 03.11.2010            | середня спеціальна | член Народної партії                          | тимчасово не працює                       |
| 2                                                       | Бабець Наталія Іванівна         | 03.11.2010            | вища               | член Народної партії                          | Агафіївська сільська рада, землевпорядник |
| 3                                                       | Смолій Світлана Григорівна      | 03.11.2010            | вища               | член Народної партії                          | Агафіївська сільська рада, секретар       |
| 6                                                       | Компан Микола Миколайович       | 03.11.2010            | середня спеціальна | член Народної партії                          | тимчасово не працює                       |
| 7                                                       | Асафайло Василь Михайлович      | 03.11.2010            | середня            | член Народної партії                          | тимчасово не працює                       |
| 10                                                      | Лавренко Володимир Валентинович | 03.11.2010            | середня спеціальна | член Народної партії                          | «Київбуд», будівельник                    |
| 11                                                      | Пащенко Зоя Миколаївна          | 03.11.2010            | середня            | член Народної партії                          | пенсіонер                                 |
| Партія регіонів                                         |                                 |                       |                    |                                               |                                           |
| 4                                                       | Андрусик Ольга Іванівна         | 03.11.2010            | середня спеціальна | член Партії регіонів                          | Агафіївська сільська рада, рахівник-касир |
| 5                                                       | Дідуренко Сергій Олександрович  | 03.11.2010            | середня спеціальна | член Партії регіонів                          | тимчасово не працює                       |
| 9                                                       | Матковський Михайло Іванович    | 03.11.2010            | середня спеціальна | член Партії регіонів                          | пенсіонер                                 |
| Політична партія Всеукраїнське об'єднання «Батьківщина» |                                 |                       |                    |                                               |                                           |
| 8                                                       | Грицик Любов Миколаївна         | 03.11.2010            | середня            | член Всеукраїнського об'єднання «Батьківщина» | тимчасово не працює                       |
| 12                                                      | Капусенко Оксана Михайлівна     | 03.11.2010            | середня спеціальна | член Всеукраїнського об'єднання «Батьківщина» | пенсіонер                                 |